# Maria Korska
Maria Korska właśc. Maria Konarek z d. Apatow (ur. 3 października 1895 w Astrachaniu, zm. 14 grudnia 1982 w Warszawie) – polska aktorka teatralna i filmowa oraz śpiewaczka pochodzenia żydowskiego.

## Życiorys

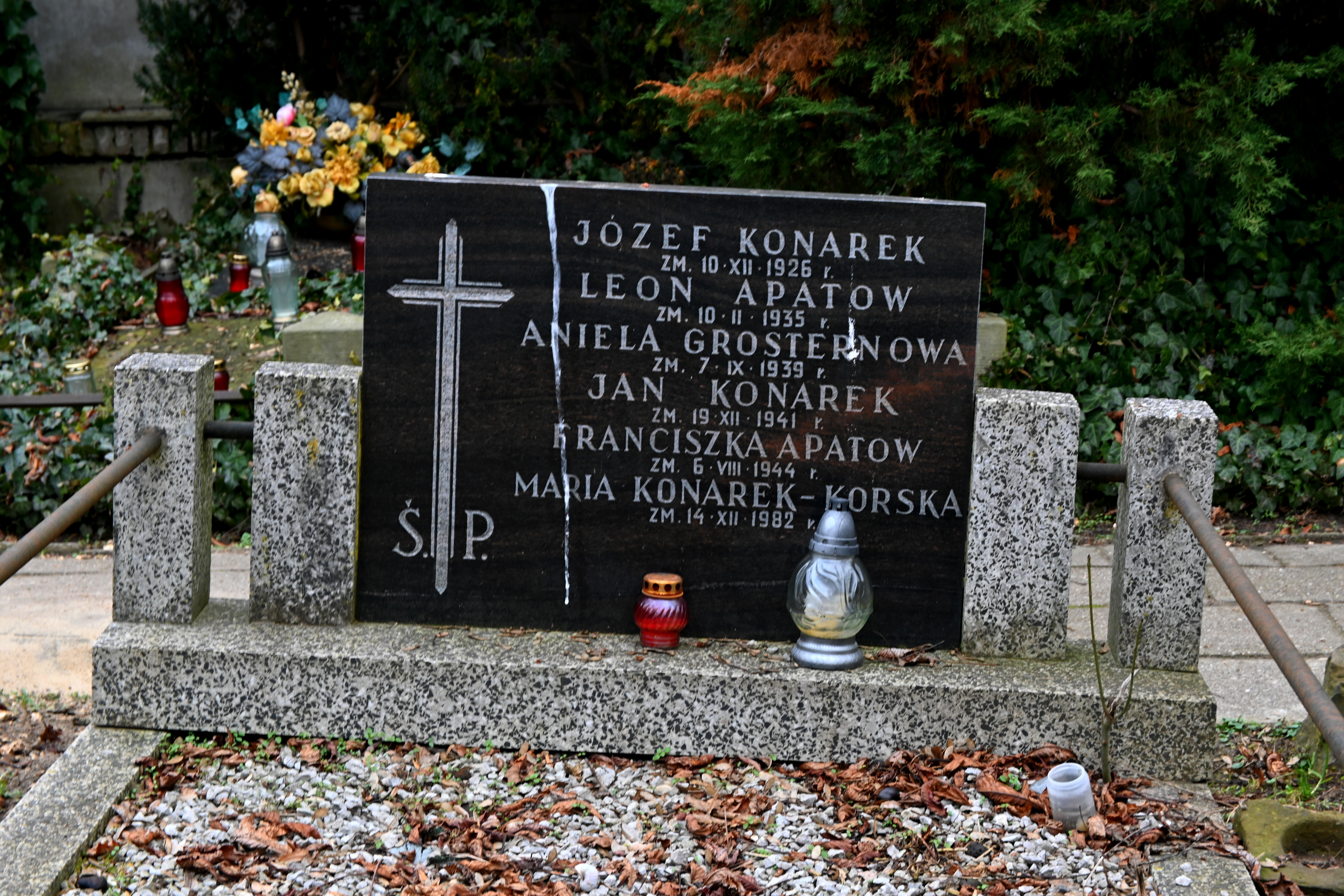
Grób Marii Korskiej na Cmentarzu ewangelicko-reformowanym w Warszawie

Szkołę średnią ukończyła w Rosji, do Polski przybyła przed 1918 rokiem. W latach 1918–1919 występowała w warszawskich teatrach rewiowych Sfinks i Mozaika. Przez kolejne lata związana była głównie z teatrzykiem Qui Pro Quo, gdzie występowała do rozwiązania zespołu w 1931 roku. W tym czasie, w 1923 roku zdała egzamin aktorski ZASP. Ponadto występowała w stołecznych teatrach: Kazimiery Niewiarowskiej (1926), Orfeusz (1929-1930), Hollywood (1930), Colloseum (1930), Kometa (1931), Morskie Oko (1931) i Rakieta (1932). Po 1932 roku występowała w rewiowych zespołach objazdowych.
Podczas II wojny światowej pozostała w Warszawie, na "aryjskiej" stronie. W 1943 roku przygarnęła wyprowadzoną z getta trzyletnią Joannę Glas, córkę rozstrzelanego warszawskiego pulmonologa Benedykta Glasa (z którym przed wojną łączył ją romans). Dziewczynka była wychowywana jako nieślubna córka syna aktorki, który zginął w obozie. W sierpniu 1944 roku, podczas ulicznej egzekucji, Maria Korska odniosła ranę twarzy, która uniemożliwiła jej powrót na scenę. Po upadku powstania warszawskiego obie zostały wysiedlone z Warszawy wraz z ludnością cywilną. Udały się do Pruszkowa, skąd wyjechały do Krakowa. Tam aktorka przebywała przynajmniej do 1946 roku, kiedy to po dziewczynkę zgłosiło się wujostwo (brat matki z żoną), które przeżyło wojnę. 
Maria Korska została pochowana w rodzinnym grobowcu na Cmentarzu ewangelicko-reformowanym w Warszawie (kw. 3-1-4).

## Filmografia
- Tamara (1919)
- Na jasnym brzegu (1921) - pani Helena Elzen
- Młodość zwycięża (1923) - Lena, żona uczonego
- Dziesięciu z Pawiaka (1931) - starsza rewolucjonistka w bibliotece
- Legion ulicy (1932)
- Wacuś (1935) - matka Kazi